# سولغليسوتايد
سولغليسوتايد (Sulglicotide)

## الاستطباب
- علاج القرحة الهضمية.
- اضطرابات الجهاز الهضمي الأخرى.

## الجرعة
فموياً
الجرعة المعتادة 600 ملغ/يوم، أو بجرعة 200 ملغ ثلاث مرات/يوم.